# 長門市立伊上小学校
長門市立伊上小学校（ながとしりつ いがみしょうがっこう）は、かつて山口県長門市油谷伊上上り野にあった公立小学校。

## 沿革
- 1879年（明治12年） - 伊上小学校創立
- 1884年（明治17年） - 河原小学校分校となる
- 1886年（明治19年） - 啓迪小学校分校となる
- 1892年（明治25年） - 伊上尋常小学校と改称
- 1841年（昭和16年） - 伊上国民学校と改称
- 1847年（昭和22年） - 伊上小学校と改称
- 1954年（昭和29年）5月1日 - 町制施行に伴い、油谷町立伊上小学校に改称。
- 2005年（平成17年）3月22日 - 市町合併に伴い、長門市立伊上小学校に改称。
- 2010年（平成22年）3月29日 - 児童数の減少に伴い、廃校。学区内の児童は長門市立油谷小学校へ通学することとなる。

## 周辺
- 油谷湾
- 伊上郵便局
- 国道191号

## アクセス
- 山陰本線 伊上駅から東へ600m